# Verre photochromique

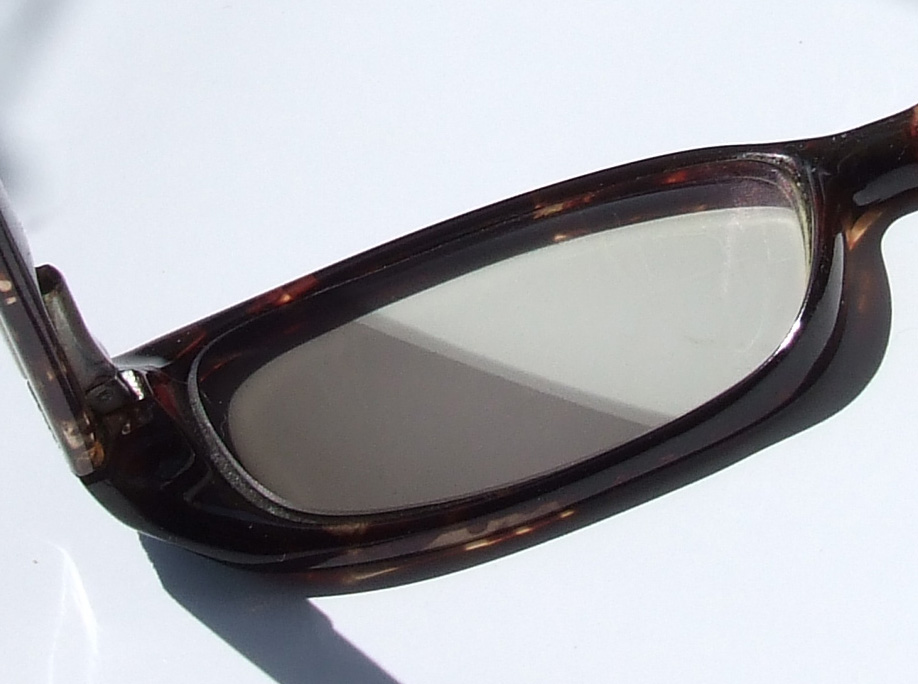
Un verre photochromique : il fonce à la lumière du soleil.

Le verre photochromique est un verre correcteur qui a la propriété de se teinter en fonction de la quantité d'ultraviolet (UV) à laquelle il est soumis. Quand l'exposition aux UV disparait, les lentilles optiques retrouvent graduellement leur état clair.
Les verres photochromiques sont fabriqués, soit avec du verre minéral, soit à partir de plastique thermodurcisseur (appelé organique) ou thermoplastique (appelé polycarbonate).

## Histoire
La forme minérale du verre photochromique a été développée par la société Corning dans les années 1960. Les versions organiques ont commencé à être commercialisées dans les années 1980 par American Optical puis en 1991 par Transitions Optical.

## Technique
- Verre minéral : ces verres photochromiques intègrent habituellement dans leur structure un composé d'halogénure d'argent (chlorure d'argent, bromure d'argent...). Sous exposition aux UV, les liaisons argent - halogénure se cassent et les atomes d'argent s'associent entre eux ce qui assombrit le verre. Les liaisons argent - halogénure se reconstituent dès l'arrêt de l'exposition aux UV, redonnant sa clarté au verre.

Avec des rayons UV :  {\displaystyle {\ce {AgCl + e^- <=> Ag + Cl^-}}}
- Verre organique : ces verres photochromiques sont habituellement recouverts d'une couche d'oxazines. Les liaisons dans les molécules se cassent sous l'effet de l'UV et le verre s'assombrit. Les liaisons se reconstituent quand l'UV a disparu ce qui rend la clarté au verre.

L'utilisation en voiture ne permet pas d'obtenir un assombrissement car les pare-brises filtrent les UV.
Il existe également des lentilles de contact photochromiques.